# 1836 en Italie
Chronologie de l'Italie
- 1832
- 1833
- 1834
- 1835
- 1836
- 1837
- 1838
- 1839
- 1840

## Événements

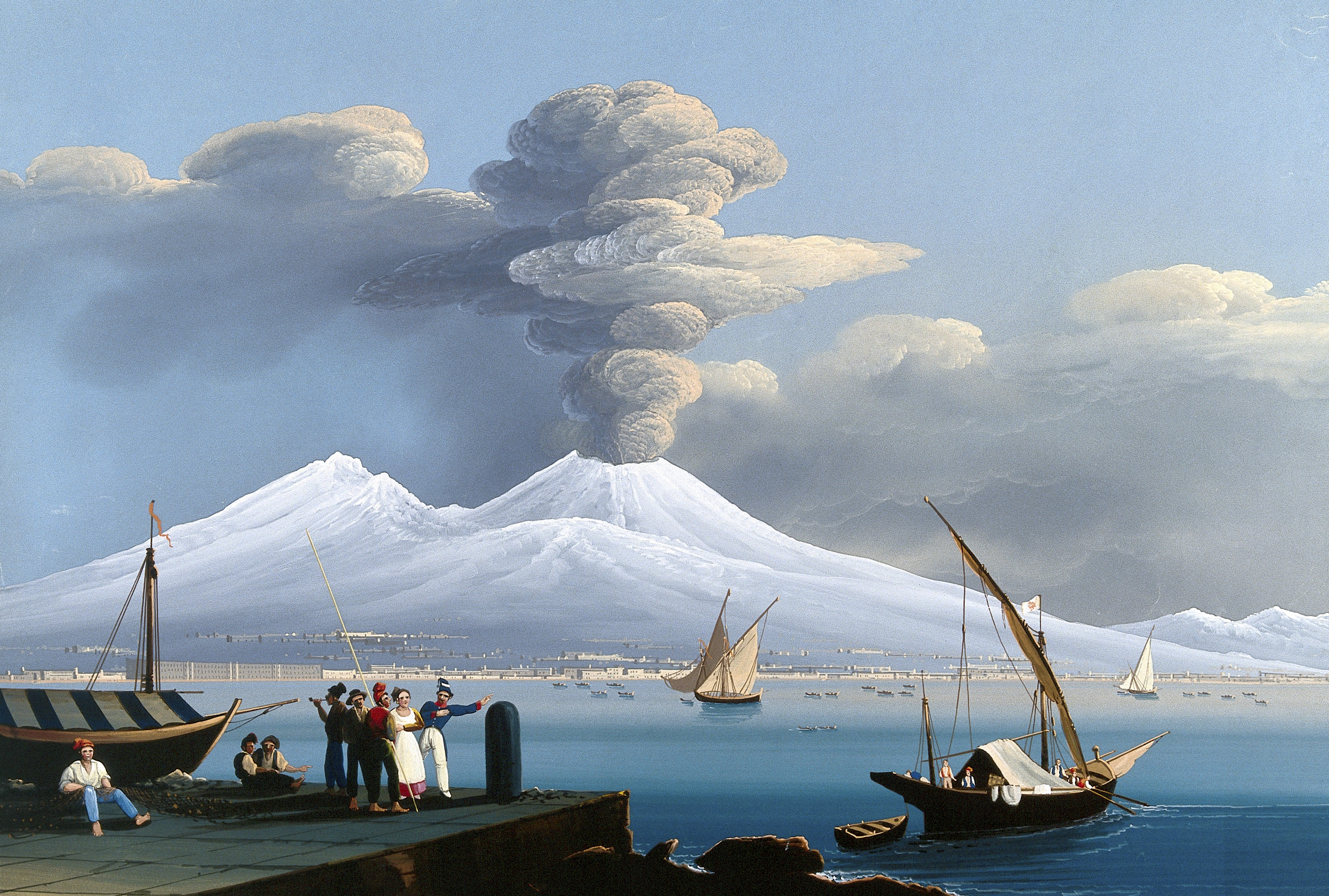
Neige sur le Vésuve le 6 janvier 1836.

- Mai : début de la publication à Paris de la revue L'italiano. Giuseppe Mazzini y publie son essai, Filosofia della musica[1].
- 18 juin : création du corps des bersaglieri (en français bersagliers) par le général Alessandro La Marmora[2].
- 13 décembre : un incendie détruit le théâtre de La Fenice à Venise[3].

## Culture

### Opéras créés en 1836
- 4 février : création de Belisario, opera seria de Gaetano Donizetti, créé au Teatro La Fenice de Venise.
- 18 novembre : création de Fausto de Luigi Gordigiani, au Teatro della Pergola de Florence[4].

## Naissances en 1836
- 9 juillet : Ignazio Filì Astolfone, homme politique

## Décès en 1836
- 12 décembre : Giuseppe Farinelli (Giuseppe Francesco Finco), 67 ans, compositeur d'opéra et de musique sacrée. (° 7 mai 1769)